# Songhuaquan Shuiku
Songhuaquan Shuiku (kinesiska: 宋化泉水库) är en reservoar i Kina. Den ligger i provinsen Shandong, i den östra delen av landet, omkring 310 kilometer öster om provinshuvudstaden Jinan. Trakten runt Songhuaquan Shuiku består till största delen av jordbruksmark.
Genomsnittlig årsnederbörd är 771 millimeter. Den regnigaste månaden är juli, med i genomsnitt 247 mm nederbörd, och den torraste är januari, med 12 mm nederbörd.